# The Killing Game Show
The Killing Game Show (Japans: キリング・ゲーム・ショー) is een computerspel dat werd ontwikkeld door Raising Hell Software en uitgebracht door Psygnosis Limited. Het spel voor de Commodore Amiga en Atari ST kwam in 1990 uit. De Sega Mega Drive-versie werd een jaar later uitgebracht door Electronic Arts.

## Game play
Het spel is een mix tussen shoot'em up en een platformspel. Het spel lijkt op Turrican. De speler bestuurt een soort robot. Naast het ontwikkel en elimineren van vijanden moet men men ook de weg vrijmaken van de start vanaf de onderkant tot aan het einde. De speler mag hier niet te lang over doen want het niveau wordt geleidelijk gevuld met een giftige vloeistof, waardoor het waterpeil voortdurend stijgt. Aan het begin van elk level kan de speler een kaart opvragen via de Help-knop in de Amiga versie. De speler kan springen, rennen, muren klimmen en speciale wapens en items gebruiken. Dit laatste is bijvoorbeeld het gebruik van bepaalde toetsen die nodig zijn om deuren te openen.

## Platforms
- Amiga (1990)
- Atari ST (1990)
- Sega Mega Drive (1991)

## Ontvangst
| Beoordeeld door                | Platform        | Datum             | Score |
| ------------------------------ | --------------- | ----------------- | ----- |
| ST Format                      | Atari ST        | juni 1991         | 90%   |
| Amiga Action                   | Amiga           | januari 1991      | 86%   |
| Computer and Video Games (CVG) | Amiga           | december 1990     | 83%   |
| Mean Machines                  | Sega Mega Drive | november 1991     | 83%   |
| GamePro (USA)                  | Sega Mega Drive | december 1991     | 80%   |
| Power Play                     | Sega Mega Drive | januari 1992      | 73%   |
| Power Play                     | Atari ST        | januari 1992      | 72%   |
| Power Play                     | Amiga           | december 1990     | 72%   |
| Amiga Joker                    | Amiga           | oktober 1990      | 71%   |
| Sega-16.com                    | Sega Mega Drive | 18 september 2006 | 60%   |